# Ейджизм

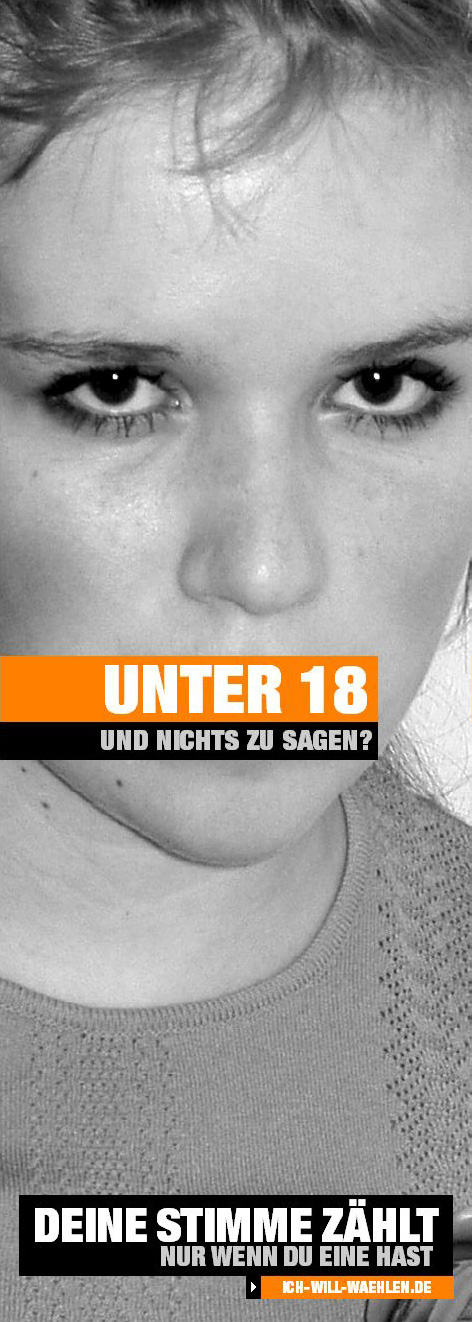
Плакат «Хочу голосувати», спрямований проти дискримінації за віком у виборчому праві

Е́йджизм (англ. ageism, від слова age – вік) — дискримінація людини на підставі її віку, поширена як у формальних, так і в неформальних сферах життя суспільства. Проявляється в готовності адекватно сприймати і співпрацювати лише з людьми, які відповідають заздалегідь установленим віковим критеріям.
Саме поняття «ейджизм» було запропоновано в 1969 році директором Національного інституту старіння, США (англ. National Institute on Aging) геронтологом Робертом Батлером, дослідивши дискримінацію одних вікових груп іншими. Диференціація соціальних статусів і вікова стратифікація в багатьох західних суспільствах і культурах здійснювалася та продовжує здійснюватися у відповідність з тими соціальними цінностями, що вважаються нормативними, як от продуктивність і результативність. Ця обставина, зокрема, лежить в основі негативно-зневажливого ставлення до літніх людей, як до суб'єктів, які не відповідають даним вимогам.

## Опис
Загалом, на основі ейджизму одночасно відбуваються три процеси:
- ярликування, тобто ототожнення особи до вікової групи;
- стереотипізація, тобто негативна оцінка якостей (вікової) групи, до якої належить особа;
- дискримінація, тобто негативна поведінка щодо особи через приписані їй негативні якості.[3]

У порівнянні з іншими формами дискримінації, як расизм чи сексизм, ейджизм залишається найменш дослідженим в соціальних категоріях.

## Форми
- Едалтизм — нанесення молодій людині або дитині за їхнім віковим критерієм образи старшими, при цьому акцент робиться на молодості або малолітстві перших. Цим дискримінатором може бути батько, опікун, родич, старший брат або сестра, шкільний друг, перехожий, вчитель, дорослий.

Це явище вважається однією з центральних причин страху людей перед деякими емоціями: вони можуть нагадати про минуле, коли людина була безпорадною і залежною.
- Джейнізм — надання переваги молодим людям перед більш старшими. Це включає політичні погляди, комерційні функції та культурні умови, коли передбачається, що життєздатність і (або) фізична краса молоді є більшими, ніж у людей зрілого чи літнього віку.
- Едалтоцентризм — перебільшений егоцентризм дорослого населення.[5]
- Хроноцентризм — упевненість у тому, що певна епоха людства перевершує всі попередні і (або) колишні часи.

Дискримінація за віком може призвести до розвитку побоювань перед віковими групами, зокрема:
- Педофобія — страх перед немовлятами і дітьми.
- Ефебіфобія — страх перед молоддю.[6]
- Геронтофобія — страх перед літніми людьми.[7]

## Дискримінація старості
Хоча дискримінація за віком може в принципі здійснюватися по відношенню до будь-якої вікової групи, проте часто вона спрямовується проти людей вище певного визначеного віку. В такому випадку говорять про дискримінацію старості або вороже ставлення до літніх людей.
Ейджизм, і в цілому непрестижне ставлення до старості і старіння знайшли вираження в такому поширеному культурному феномені / практиці, як антиейджизм (заперечення старіння). Він, разом із звичними практиками збереження та підтримки фізичної форми і свого стану, диктує приховування і знищення фізичних слідів старіння будь-якими способами, у тому числі за допомогою фармакології, пластичної хірургії та біотехнологій, які спрямовані на омолодження.

### Пояснення
Є багато способів пояснення явища дискримінації старості.

#### Боротьба за економічний розподіл між поколіннями
Це явище може бути пояснене за допомогою суперечки щодо величини пенсій зараз і в майбутньому. Центральне значення тут має уявлення, що кожен має право на справедливий розподіл суспільних благ. При цьому пенсіонери як правило схиляються до того, що їхня пенсія надто мала, а отже вони дискриміновані. В той час як платники пенсійних податків, напроти, вважають, що пенсія надто висока, а отже вони самі виявляються обділеними.
В зв'язку з фінансовими труднощами в пенсійній системі все більше піднімається питання, чи є таке навантаження пенсійного забезпечення через літніх людей допустимим. При цьому часто найбільше дістається бездітним пенсіонерам — їм докоряють в егоїзмі та менталітеті «після нас, хоч потоп».
Фактично ж як пенсіонери, так і платники пенсійних податків є жертвами пониженого національного доходу України і, відповідно, пониженої долі валової заробітної плати в ньому. Зростає зарплата — зростає і пенсія, знижується зарплата, тоді за певною економічною формулою розрахунку також повинна була би знизитись пенсія (що однак може бути політично не здійснимо).

#### Зміна цінностей
Дискримінація старості також описується як особливість західних суспільств. В них висловлюється суспільне незадоволення до тих, хто не зміг ні продати свою робочу силу, ні, щонайменше, не представив себе в ролі якого-небудь споживача. В цьому плані літні люди видаються фінансово обтяженими, в той час як молодь розглядається як інвестиція в майбутнє.
Традиційно старість розглядалась як щось позитивне. Це показує таке поняття як сенатор (лат. senex — старий), а також все ще позитивно означене поняття ради старшин (в сенсі: в тяжких ситуаціях община потребує знання та мудрість її найстарших членів). В цьому ж напрямку вказує четверта заповідь юдаїзму та християнства («Поважай батька і матір своїх»).
І хоч повага до старості все ще існує, у випадку з дискримінацією старості воно значно перекривається критичним поглядом на старість з цілком вивернутими конотаціями (дряхлий, в'ялий, хворий, веде до витрат). Дискримінація в цьому разі полягає в тому, що кожній людині після досягнення нею певного віку приписується володіння названими якостями, яке може бути переглянутим лише в одиничних випадках.

#### Рекламні зображення
У сфері медіа велике значення має молодь, робиться акцент на фізичній привабливості і сексуальності, в той час як літні люди скоріше ігноруються або виставляються в негативному світлі. Приміром, до сьогодні цілком характерною є широка нестача простих в користуванні пристроїв, які були б зорієнтовані на літніх користувачів.
Важливу роль у дискримінації старості грає міф про «релевантні рекламні аудиторії». Традиційно до них належать люди від 14 до 49. Телевізійні і споживчі звички осіб зі старішими датами народження в рекламній сфері виявляються знехтуваними.

## Дискримінація молодих людей
Дискримінація молодості існує не лише у формі дискримінаційної поведінки, але й у формі дискримінаційних розмов і мислення (згідно із цим мисленням, наприклад, підліткова рок-музика є незріла, непокірна, використовує сленг). Вирішальна різниця між дискримінацією молодості і дискримінацією старості полягає в тому, що фаза «бути-надто-молодим» для більшості завершується визнанням їх як «людей із правильним віком», тоді як дискримінація літніх людей не припиняється через просте ставання старшим.

### Законодавче неповноліття
Не зображується жоден випадок «дискримінації» з боку переважаючого юридичного розуміння законодавчого регулювання, яке засновується на факті неповноліття. Діти та молодь в ньому однак «дискриміновані» не через норми, а через їхню неповну дієздатність.

### Дискримінація в трудовій діяльності
Також дискримінацією молодих людей вважається та ситуація, коли вони, наприклад, у межах постанов виплат за вислугу, отримують менше, ніж їхні старші колеги по роботі.
Аргумент, що молоді люди «надто юні» для завдання, здебільшого не найчастіше згадується в заявках старших. Одначе існують статистичні зв'язки, які, як цілком законно здається, говорять про дискримінацію молоді на ринку праці. Так, у багатьох країнах є високе молодіжне безробіття і молодій людині часто тяжко нарешті знайти собі регулярну роботу.

### Дискримінація в політиці
Також однією із форм боротьби проти дискримінації молоді можна розцінити те, коли молоді люди виступають проти стягнення з них вищих зборів для системи соціального забезпечення. Така дискримінація полягає в тому, що з демографічних причин формується все певніша більшість старших, яка нехтує інтересами молоді як «правами меншин». Ще один факт того, що молодь дуже слабко представлена поміж політиків, також можна оцінити як форму дискримінації за віком (дієвість «old boys’ networks» в партіях).

### Дискримінація через мову
Молоді люди дискримінуються мовно насамперед через використання таких термінів як «дитина», «хлопець», «дівчина» до тих, кому з їхніми датами народження вони вже не пасують. Згідно з європейським правом, особа вже по досягненню 14 років вважається не «дитиною», а «молодою людиною». Проблема полягає в тому, що поняття «дитина» також використовується в розумінні «син і дочка». В цьому відношенні люди все життя залишаються «дітьми» своїх батьків.